# سیارک ۱۷۶۵
سیارک ۱۷۶۵ (به انگلیسی: 1765 Wrubel، نامگذاری:1957XB) هزار و هفتصد و شصت و پنجمین سیارک کشف شده‌است که در ۱۵ دسامبر ۱۹۵۷ کشف شد.
قدر مطلق سیارک برابر ۹٫۹۲ است.